# リチャード・ウィリアムソン (司教)

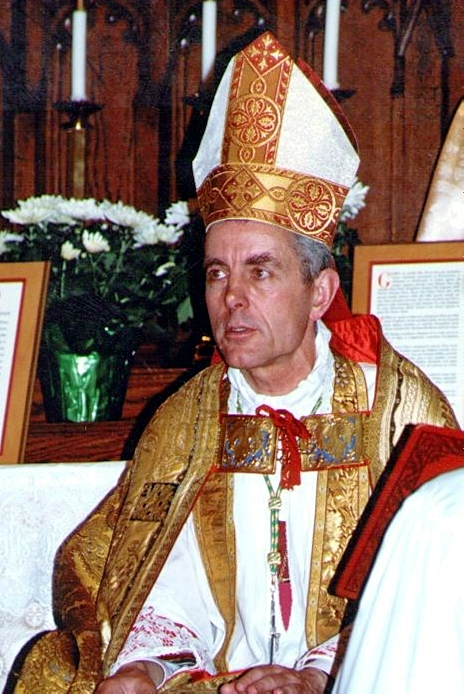
リチャード・ウィリアムソン

リチャード・ネルソン・ウィリアムソン（英語: Richard Williamson, 1940年3月8日 - 2025年1月29日）は、イングランドの伝統派カトリックの司教である。第2バチカン公会議によって、カトリック教会が変質してしまったと主張している。元々は、聖ピオ十世会に所属していたが、2012年に同会を追放処分となった。1988年、ウィリアムソンは、マルセル・ルフェーブル大司教によって違法に司教聖別された4名の司祭の一人であり、それにより彼らは自動破門処分となった。対して、聖ピオ十世会は、聖別は教会の危機に対してやむ得ず行われたものであると、破門の有効性に対して異議を申し立てていた。ウィリアムソンを含むこの破門は、2009年1月21日に解除されたが、カトリック教会による聖職停止処置は継続された。旧ナチス・ドイツのガス室に関する発言など、幾つかの事件の後、彼はウィークリーメールの発行停止とブラジルへの公式訪問を停止しなかった問題により、聖ピオ十世会総長のベルナルド・フェレー司教によって、同会を追放された。その後は規則に沿わずに司教を任命したため、カトリック教会からも破門処分を受けた。

## 経歴
イングランド、バッキンガムシャーに英国人と米国人女性との間の子として生まれ、ケンブリッジ大学クレア・カレッジで英文学を学び卒業後、ガーナ大学で半年間教鞭をとる。1965年9月、彼は英国に戻り同年から1970年まで、ロンドンの聖パウロ・スクールで教え、そこでは正規の教師としても多様な課外授業の講師としても活躍した。当初は聖公会に所属していたが、1971年にカトリック教会に改宗し、その後聖職志願者としてブロンプトンのオラトリオに入ったが、数ヶ月のあと彼はそこを去っている。1970年に第2バチカン公会議を近代主義とみなして反対するマルセル・ルフェーブル大司教の創設した伝統主義カトリック団体である聖ピオ十世会のメンバーとなり、スイスのエコンにある国際神学校に入った。1976年にルフェーブル大司教により司祭に叙階された。
ウィリアムソンはその後、米国のコネチカット州リッジフィールドの聖トマス・アクィナス神学校で　その後、ミネソタ州ウィノナに移って講師として教鞭をとった。英語、フランス語、ドイツ語、スペイン語に堪能である。
1988年6月30日、ルフェーブル大司教により他の3人所属の司祭と共に司教に叙階されたが、この時の叙階は教皇庁の同意を得られなかったため、教皇庁は自動破門を宣言した。エクレジアデイ委員会の総責任者、ダリオ・カスティリオ・ホヨス枢機卿は、これはたとえ正式に離教でなかったとしても、教会を割る行為であると言っている。
2009年1月21日には、教皇庁は彼を含んだ4人の司教の破門を取り消した。しかし、その後続いた彼の多岐にわたる問題行動に対して聖ピオ十世会は処分を決定し、2012年10月24日、同会総長ベルナルド・フェレーは、彼の同会からの追放を宣言した。同年11月、彼は「聖マルケルス・イニシアティヴ」 (The St. Marcel Initiative) の結成を発表した。この名は聖マルケルス百人隊長にちなんだものである。しかし、2015年には規則に沿わずに司教を任命したため、再度破門処分を受けた。
2025年1月25日に脳出血により重体であると報じられ、4日後の1月29日の深夜に死去した。

## 思想

### 社会観
ジェンダールールや服装について強い見解を持っている。彼は女性がズボンを履くことや大学に通ったり職業を持つことに反対し、かつ男性により多くの「男らしさ」を求めている。
彼は親業では権威的なスタイルを支持し、映画『サウンド・オブ・ミュージック』が権威とルールの場に馴れ馴れしさと可笑しさを置くことで、両親と子供の間に無秩序を引き寄せているとして「霊魂を堕落させる愚かしい感傷」であると批判した。

### 陰謀論への支持
また、ジョン・F・ケネディ大統領の暗殺に関する陰謀や、ワールドトレードセンターがテロリストによる攻撃ではなく、アメリカ政府によって段取りがなされた操作による爆破であるという説を支持している。

### ホロコーストに関する発言
2008年11月のスウェーデンのテレビ局によるインタビューで、「第二次世界大戦中にナチスの強制収容所で殺されたユダヤ人は20万から30万人であり、誰もガス室では殺されていないと思う」と発言し、物議を醸した。この発言後、アルゼンチンのラ・レハ神学校の校長の任を解かれ、聖ピオ十世会の総長であるフェレー司教は、ウィリアムソン司教が再びホロコーストを否定したら同会から追放されるだろうと述べた。2月26日にウィリアムソンは公式に発言を謝罪した。2010年4月にはドイツの裁判所から一万ユーロの罰金を言い渡された。

### カトリック教会
他の聖ピオ十世会のメンバーと同じように、第2バチカン公会議がカトリック教会にもたらした変化に反対している。彼はそのような変化をリベラルかつ現代主義的であるとしており、カトリック教会にとって破壊的であると見做している。変化の中では、教会の他のキリスト教派や他宗教に対するエキュメニズムや、トリエント・ミサを新しいミサに置き換えるようなカトリックの礼拝における変化に反対している。教皇ヨハネ・パウロ2世を「カトリック信仰の理解が劣っている」と批評した。聖ピオ十世会が離教的ではなく、完全なローマ・カトリックの使徒的信仰を守る真正なカトリック教徒により成り立っているとしている。
伝統主義者の中で彼は強硬路線への志向があると見做されているが、教皇の位が空位であるというセデバカンティズムを支持してはいない。過去に彼は同会とローマの指導者層との妥協に反対し、後者が偽りであると非難した。また、教皇庁と同会の和解が不可能であると見ており、何人かの会員はたとえ合意に達したとしても、その方向で同会に従うことを拒絶するであろうと指摘したと報じられている。